# 匁銭
匁銭（もんめせん）あるいは銭匁勘定（せんめかんじょう）とは、江戸時代後期に西日本で行われた商慣習で、一定数の銅銭を通した銭緡を「匁」と称して流通させた現象である。

## 概要
江戸時代の三貨制度の下で上方から西の地域では秤量貨幣の銀貨が用いられていた。銀での取引は商人などの大口の取引などでは用いられたが、庶民の生活では銅銭の利用が一般的であった。だが、銀貨と銅銭の実際の交換は変動相場制に従っており、しかも元禄から享保にかけて相次いだ貨幣改鋳や御定相場（公定交換レート）の変更、そして銀貨そのものの不足などで不安定な状況に置かれていた。
そのため、換算の不便を避けるために、銭96枚を銭緡に通すことで100文として通用させていた九六銭のように、相場の変動に関わらず一定枚数の銭を通した銭鎈をもって銀1匁として通用させる慣習が生まれた。これが匁銭である。匁銭の銭鎈1束をもって「銭1匁」と表現した。後に各藩が公定の匁銭規定を定めた事で、本来の趣旨とは異なる領国貨幣化・地方貨幣化することになった（藩札の中にもそれぞれの匁銭に基づいて出されたものがある）。
銭何枚をもって銭1匁にするかは、実際の銀銭相場や各藩の経済状況に応じてそれぞれの藩が規定され、特別な事情がない限りは幕末まで規定が維持されている。小倉藩では80文、熊本藩は70文、福岡藩は60文、天領では日田領は19文、天草領は76文といった具合であるが、その多くは銭1貫文＝960文（九六銭換算）もしくは米1石＝19000匁（後述）を基準として考え、その約数をもって規定された。藩で決められた匁銭は藩内でしか通用しなかった事から「国銭」とも称された。なお、960文は当時の清（中国）の6斤に相当する側面があり、米1石＝19000匁は日本の重量換算ではなく、清制に基づく換算そのものである事から、長崎を経由した日清貿易（銀貨・銅銭を中心に利用）が匁銭の決定に影響を与えたとする考え（藤本隆士）もある。